# Salvador Dias Arnaut
Salvador Manuel Dias dos Santos Arnaut ComIH (Penela, 25 de Outubro de 1913 – Coimbra, 8 de Julho de 1995) foi um médico, historiador e professor português.

## Biografia
Licenciou-se em Medicina na Faculdade de Medicina da Universidade de Coimbra em 1940, tendo atuado, por alguns anos, nos serviços locais da delegação de Saúde e como professor da Escola de Enfermagem Rainha Santa Isabel.
Licenciou-se em Ciências Histórico-Filosóficas na Faculdade de Letras da Universidade de Coimbra em 1951, defendendo a dissertação A Batalha de Trancoso. Contratado como 2.º Assistente da mesma Faculdade (1952), obteve o doutoramento em 1960, com a dissertação A Crise Nacional dos Fins do século XIV, I. A Sucessão de D. Fernando.
Prestou concurso para professor extraordinário da sua Faculdade em 1969, atingindo a cátedra em 1971. Entre 1972 e 1974 exerceu o cargo de Subdirector da Faculdade de Letras. Entre as disciplinas que lecionou encontram-se as de História de Portugal II, História Moderna e Contemporânea de Portugal, História da Expansão Portuguesa e História do Brasil.
A 30 de Junho de 1971 foi feito Comendador da Ordem do Infante D. Henrique.
Afastado do ensino, com a chegada da Democracia ao País a 25 de Abril de 1974, regressou posteriormente à Faculdade em 1978, reassumindo a Direcção do Instituto de História da Expansão Ultramarina, que já dirigira a partir de 1965. Entre 1978 e 1981 presidiu a Comissão Científica do Grupo de História. Tendo atingido o limite de idade a 25 de Outubro de 1983, jubilou-se no termo do ano lectivo de 1983-1984, tendo continuado a prestar apoio a Seminários de Mestrado e a participar em júris de provas académicas praticamente até ao fim da vida.
Cultor da História Regional e local de Penela, foi membro da Academia Portuguesa da História, da Associação dos Arqueólogos Portugueses e sócio emérito da Sociedade Portuguesa de Estudos Medievais, adquiriu, a preço de saldo, as ruínas do Castelo de Germanelo às quais dispensou alguns cuidados no sentido da sua preservação.

### Activa (selecção)
- Penela. Notas acerca de Um Centenário, Coimbra, 1937.
- Ladeia e Ladera. Subsídios para o Estudo do Feito de Ourique, Coimbra, 1939.
- António Nobre e a Paisagem de Coimbra (conferência), Coimbra, 1940.
- Froissart e João Fernandes Pacheco, Revista Portuguesa de História, III (1947), pp. 129–159.
- Flechas com "erva", na Guerra entre Portugal e Castela no fim do século XIV, Revista Portuguesa de História, III (1947), pp. 214–220.
- Resenha sobre Historiografia Nacional e Estrangeira. Portugal (1939-1949), Revista Portuguesa de História, III (1947), pp. 307–328.
- A Batalha de Trancoso, Coimbra, Faculdade de Letras / Instituto de Estudos Históricos Dr. António de Vasconcelos, 1951.
- Região do Rabaçal. A Terra e o Homem, Coimbra, Câmara Municipal de Penela, 1955; 2.ª ed.: 1961.
- A Crise Nacional dos Fins do Século XIV, I. A Sucessão de D. Fernando, Coimbra, Faculdade de Letras, 1960.
- Algumas Notas sobre a Campanha de Aljubarrota, Revista Portuguesa de História, X (1962), pp. 467–499.
- Terras de Ansião: Um Pouco de História, Lisboa, 1964.
- Penela na Obra de Dois Escritores: Fernão Lopes e Eloy de Sá Sotto Mayor, Coimbra, Câmara Municipal de Penela, 1966.
- Introdução, in: LOPES, Fernão – Crónica de D. Fernando, Porto, Civilização, 1966, pp. IX-XXIV.
- A Arte de Comer em Portugal na Idade Média, Introdução a ARNAUT, Salvador Dias; MANUPPELA, Giacinto [Ed.] – "Livro (O) de Cozinha" da Infanta D. Maria de Portugal, Coimbra, Por Ordem da Universidade, 1967, pp. XXIII-CXXX, com Apêndice Documental a pp. CXXXI-CXLV; reed. como vol. autónomo: Lisboa, IN/CM, 1986.
- O Episódio de Inês de Castro à luz da História, Lisboa, Comissão Executiva do IV Centenário da Publicação d'«Os Lusíadas», 1972.
- Os Documentos do Mestre de Avis. Breves notas, Revista Portuguesa de História, XVII/2 (1977), pp. 341–349.
- O Castelo de Germanelo, Anais da Academia Portuguesa da História, 2.ª sér., 28 (1982), pp. 231–256.
- A Crise Nacional dos Fins do Século XIV (Contribuição para o seu Estudo), Anais da Academia Portuguesa da História, 2.ª sér., 30 (1985), pp. 51–79.
- Os Amores de Pedro e Inês. Suas Consequências Políticas, in Mulher (A) na Sociedade Portuguesa: Visão Histórica e Perspectivas Actuais. Actas do Colóquio, t. II, Coimbra, 1985, pp. 403–414.
- Acerca da Batalha de Trancoso, Trancoso, Câmara Municipal, s.d. [1986].
- D. João I, Grande Rei, Grande Reinado, in Aljubarrota: 600 anos, Ciclo de Conferências da Sociedade Histórica da Independência de Portugal, s.l. [Lisboa], 1987, pp. 351–363.
- Tomar na Crise de 1383-1385, Boletim Cultural e Informativo da Câmara de Tomar, 10 (1988), pp. 13–21.
- D. Fernando: o Homem e o Governante, Anais da Academia Portuguesa da História, 2.ª sér., 32/1 (1989), pp. 9–33.
- O Infante D. Pedro, Senhor de Penela, Biblos, LXIX (1993), pp. 173–217.
- Três Estudos sobre os Descobrimentos, Biblos, LXX (1994), pp. 93–118.
- Valerá a pena ?, in Alta de Coimbra: História-Arte-Tradição (Actas do 1.º Encontro sobre a Alta de Coimbra), Coimbra, GAAC, 1988, pp. 303–308.

### Passiva
- Arnaut, Salvador Dias, in Grande Enciclopédia Portuguesa e Brasileira, XXXVIII (Apêndice) [AL-BE], Lisboa / Rio de Janeiro, Editorial Enciclopédia, s.d., p. 540; e Actualização, I, Lisboa / Rio de Janeiro, 1981, p 579.
- Discursos nos Doutoramentos Solenes dos Doutores Salvador Manuel Dias dos Santos Arnaut e P.e Avelino de Jesus da Costa, Biblos, XLI (1974), pp. 3–28 (a oração de petição de grau, proferida pelo próprio SDA, encontra-se a pp. 9–10, e o elogio dos doutorandos, a cargo de Arnaldo Miranda Barbosa, a pp. 11–16; a pp. 4–5, uma breve nota biobibliográfica de SDA).
- HOMEM, Armando Luís de Carvalho; ANDRADE, Amélia Aguiar; AMARAL, Luís Carlos – «Por onde vem o Medievismo em Portugal ?», Revista de História Económica e Social, 22 (1988, Jan.-Abr.), pp. 115–138.
- MACEDO, Jorge Borges de – «Desenvolvimento (O) da Revolução Nacional de 1383-1385», in Aljubarrota: 600 anos, Ciclo de Conferências da Sociedade Histórica da Independência de Portugal, s.l. [Lisboa], 1987, pp. 71–96.
- MATTOSO, José – «Perspectivas actuais da investigação e da síntese na Historiografia Medieval portuguesa (1128-1383)», Revista de História Económica e Social, 9 (1982, Jan.-Jun.), pp. 145–162.
- NUNES, João Paulo Avelãs – História (A) Económica e Social na Faculdade de Letras da Universidade de Coimbra (1911-1974). O historicismo neo-metódico: Ascensão e Queda de um Paradigma Historiográfico, Lisboa, Instituto de Inovação Educacional, 1995.
- OLIVEIRA, António de – «Jubilação Universitária do Doutor Salvador Dias Arnaut», Revista Portuguesa de História, XXII (1985), pp. 201–206; também em Biblos, LXI (1985), pp. 620–625.
- ROQUE, João Lourenço – «Homenagem a Salvador Dias Arnaut», Diário de Coimbra (12 de julho de 1995), p. 6.